# 愛知県の超高層建築物の一覧

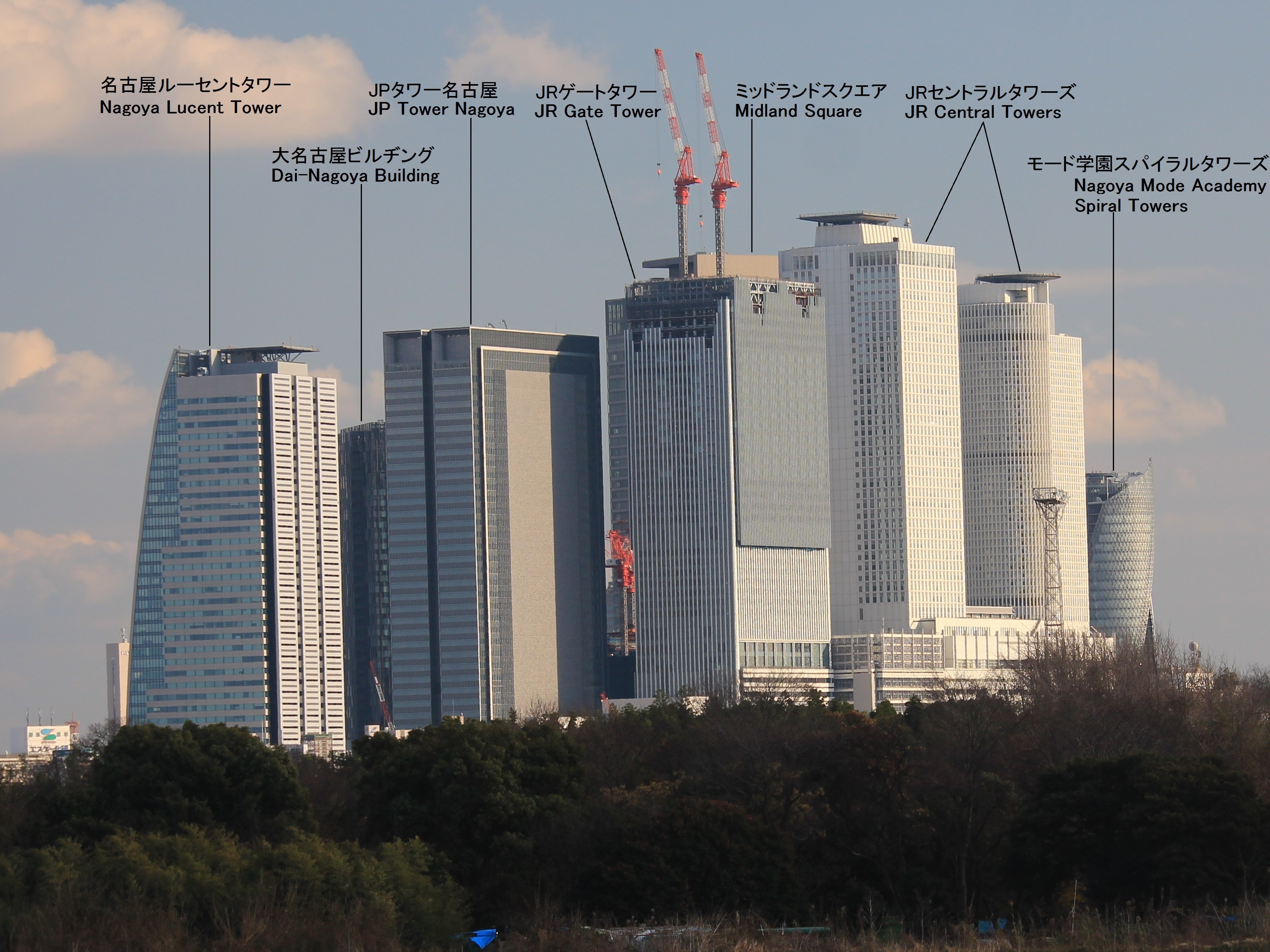
再開発中の名古屋市名駅地区の超高層ビル群（2016年1月）

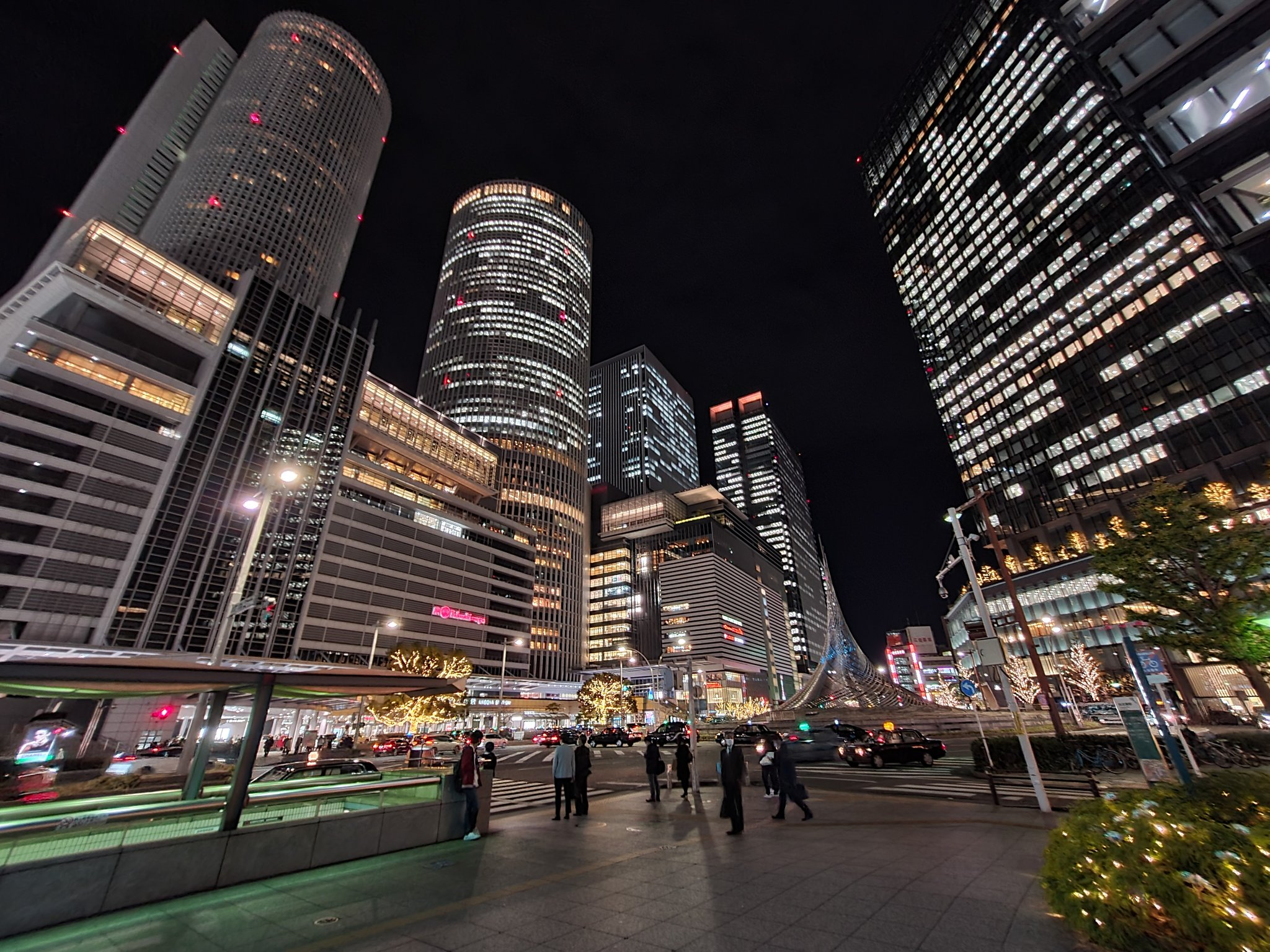
名古屋駅周辺の超高層ビル群夜景

愛知県の超高層建築物の一覧では、日本の愛知県にある高さ100m以上の超高層建築物の一覧を示す。

## 概説
愛知県及び中部地方で一番高い建築物は名古屋市にあるミッドランドスクエア（高さ247.0m、47階建て）で、日本国内では9番目の高さとなる。愛知県は、高さ200m以上・180m以上の超高層ビルが東京都、大阪府に次いで全国で3番目に多い。
名古屋市の名駅地区は、JRセントラルタワーズやミッドランドスクエア、JRゲートタワー、JPタワー名古屋など高さ200m級を筆頭とする日本屈指の超高層ビル群がスカイラインを形成している。
その後も名駅地区に超高層ビルが計画されたが、2008年に発したリーマン・ショックの影響により、工期の延期や計画の中止・縮小なども相次いだ。現在の名駅地区ではリニア中央新幹線開通に向けた再開発が行われており、高さ約170mの2棟の超高層ビルの建設計画が発表されている。
また、名古屋市の栄地区でも再開発が進んでおり、2023年に中日ビルの建て替え（158m）が竣工し、錦三丁目では高さ211mのザ・ランドマーク名古屋栄（2026年竣工）などを予定している。
愛知県の高さ100m以上のビルは36棟である。県庁所在地の名古屋市は100m以上が32棟、150m以上が14棟、170m以上が9棟、200m以上が4棟所在する。

## 一覧
凡例
- 高さは建築物本体を基準とし、アンテナなどの高さは除く。
- 高さの比較のため鉄塔や煙突などの自立式構築物も掲載するが、高さの順位からは除く[注 1][注 2]。
- = は同じ高さのため同順位の建築物。

| 順位 | 名称                                         | 画像                                      | 高さ                          | 階数 | 竣工年 | 所在地          | 座標                                                                | 出典・備考                                              |
| ---- | -------------------------------------------- | ----------------------------------------- | ----------------------------- | ---- | ------ | --------------- | ------------------------------------------------------------------- | ------------------------------------------------------- |
| 1    | ミッドランドスクエア                         | ミッドランドスクエア                      | 247.0m                        | 47階 | 2006年 | 名古屋市 中村区 | 北緯35度10分14秒 東経136度53分07秒 / 北緯35.17056度 東経136.88528度 | 中部地方・東海地方で一番高いビル、日本で9番目に高いビル |
| 2    | JRセントラルタワーズ オフィスタワー (画像右) | JRセントラルタワーズ オフィス棟（画像右） | 245.1m                        | 51階 | 1999年 | 名古屋市 中村区 | 北緯35度10分17秒 東経136度52分58秒 / 北緯35.17139度 東経136.88278度 | 日本で10番目に高いビル                                  |
| ―    | 瀬戸デジタルタワー                           |                                           | 245.0m                        | ―    | 2003年 | 瀬戸市          |                                                                     | [ 14 ]                                                  |
| 3    | JRセントラルタワーズ ホテルタワー (画像左)   | JRセントラルタワーズ ホテル棟（画像左）   | 226.0m                        | 53階 | 1999年 | 名古屋市 中村区 | 北緯35度10分14秒 東経136度52分59秒 / 北緯35.17056度 東経136.88306度 | 日本で22番目に高いビル                                  |
| 4    | JRゲートタワー 高層棟                        | JRゲートタワー 高層棟                     | 220.0m                        | 46階 | 2016年 | 名古屋市 中村区 | 北緯35度10分20秒 東経136度52分56秒 / 北緯35.17222度 東経136.88222度 | 日本で28番目に高いビル                                  |
| ―    | 知多火力発電所                               |                                           | 220.0m                        | ―    | ―      | 知多市          |                                                                     | [ 23 ]                                                  |
| ―    | 知多第二火力発電所                           |                                           | 200.0m                        | ―    | ―      | 知多市          |                                                                     | [ 24 ]                                                  |
| ―    | 碧南火力発電所                               |                                           | 200.0m                        | ―    | ―      | 碧南市          |                                                                     | [ 25 ]                                                  |
| ―    | 渥美火力発電所                               |                                           | 200.0m                        | ―    | ―      | 田原市          |                                                                     | [ 26 ]                                                  |
| 5    | JPタワー名古屋                               | JPタワー名古屋                            | 195.74m                       | 40階 | 2015年 | 名古屋市 中村区 | 北緯35度10分23秒 東経136度52分57秒 / 北緯35.17306度 東経136.88250度 | 日本で60番目に高いビル                                  |
| ―    | 名港中央大橋主塔                             |                                           | 195.0m                        | ―    | 1998年 | 名古屋市 港区   |                                                                     | [ 30 ]                                                  |
| 6    | 名古屋ルーセントタワー                       | 名古屋ルーセントタワー                    | 180.2m                        | 40階 | 2007年 | 名古屋市 西区   | 北緯35度10分30秒 東経136度52分52秒 / 北緯35.17500度 東経136.88111度 | 日本で102番目に高いビル                                 |
| ―    | 名古屋テレビ塔                               |                                           | 180.0m                        |      | 1954年 | 名古屋市 中区   | 北緯35度10分20秒 東経136度54分30秒 / 北緯35.17222度 東経136.90833度 | [ 36 ]                                                  |
| 7    | 大名古屋ビルヂング                           | 大名古屋ビルヂング                        | 174.7m                        | 34階 | 2015年 | 名古屋市 中村区 | 北緯35度10分19秒 東経136度53分05秒 / 北緯35.17194度 東経136.88472度 | [ 37 ] [ 38 ]                                           |
| ―    | SOLAÉ                                        |                                           | 173.0m                        | 10階 | 2007年 | 稲沢市          |                                                                     | [ 39 ] [ 40 ]                                           |
| 8=   | モード学園スパイラルタワーズ                 | モード学園スパイラルタワーズ              | 170.0m                        | 36階 | 2008年 | 名古屋市 中村区 | 北緯35度10分05秒 東経136度53分09秒 / 北緯35.16806度 東経136.88583度 | [ 41 ] [ 42 ] [ 43 ] [ 44 ] [ 45 ]                      |
| 8=   | グローバルゲート 高層タワー                  | グローバルゲート 高層タワー               | 170.0m                        | 36階 | 2017年 | 名古屋市 中村区 | 北緯35度09分43秒 東経136度52分58秒 / 北緯35.16194度 東経136.88278度 | [ 46 ]                                                  |
| ―    | 中部電力千代田ビル 通信用鉄塔                |                                           | 165.0m                        | 15階 | 1993年 | 名古屋市 中区   |                                                                     |                                                         |
| ―    | 東山タワー                                   |                                           | 162.0m                        | ―    | 1969年 | 名古屋市 昭和区 |                                                                     | [ 47 ]                                                  |
| 10   | ザ・ライオンズ ミッドキャピタルタワー        | ザ・ライオンズ ミッドキャピタルタワー     | 161.85m                       | 47階 | 2009年 | 名古屋市 熱田区 | 北緯35度08分06秒 東経136度54分35秒 / 北緯35.13500度 東経136.90972度 | [ 48 ] [ 49 ] [ 50 ] [ 51 ]                             |
| 11=  | ザ・シーン城北 アストロタワー                | ザ・シーン城北                            | 160.0m                        | 45階 | 1996年 | 名古屋市 北区   | 北緯35度12分59秒 東経136度54分46秒 / 北緯35.21639度 東経136.91278度 | [ 52 ] [ 53 ] [ 54 ] [ 55 ] [ 56 ]                      |
| 11=  | グランドメゾン御園座タワー                   | グランドメゾン御園座タワー                | 160.0m                        | 41階 | 2017年 | 名古屋市 中区   | 北緯35度10分02秒 東経136度53分49秒 / 北緯35.16722度 東経136.89694度 | [ 57 ]                                                  |
| ―    | 中京テレビ放送株式会社本社 電波塔            |                                           | 159.29m                       | 11階 | 2015年 | 名古屋市 中村区 |                                                                     |                                                         |
| 13   | 中日ビル                                     | 中日ビル                                  | 158.87m                       | 33階 | 2023年 | 名古屋市 中区   | 北緯35度10分06秒 東経136度54分35秒 / 北緯35.16833度 東経136.90972度 |                                                         |
| 14   | グランドメゾン池下ザ・タワー                 | グランドメゾン池下ザ・タワー              | 152.78m                       | 42階 | 2013年 | 名古屋市 千種区 | 北緯35度10分05秒 東経136度56分51秒 / 北緯35.16806度 東経136.94750度 | [ 58 ] [ 59 ]                                           |
| ―    | 新名古屋火力発電所                           |                                           | 150.0m                        | ―    | ―      | 名古屋市 港区   |                                                                     | [ 60 ]                                                  |
| 15   | NAGOYA the TOWER                             | NAGOYA the TOWER                          | 149.1m                        | 42階 | 2023年 | 名古屋市 中村区 | 北緯35度09分51秒 東経136度53分24秒 / 北緯35.16417度 東経136.89000度 |                                                         |
| ―    | ツインアーチ138                              |                                           | 138.0m                        | ―    | 1995年 | 一宮市          |                                                                     | [ 61 ]                                                  |
| 16   | 金山南ビル                                   | 金山南ビル                                | 134.50m                       | 31階 | 1999年 | 名古屋市 中区   | 北緯35度08分34秒 東経136度54分00秒 / 北緯35.14278度 東経136.90000度 | [ 62 ] [ 63 ] [ 64 ] [ 65 ]                             |
| ―    | 東山スカイタワー                             |                                           | 134.0m                        | ―    | 1989年 | 名古屋市 千種区 |                                                                     | [ 66 ]                                                  |
| ―    | 名港東大橋主塔                               |                                           | 130.0m                        | ―    | 1998年 | 名古屋市 港区   |                                                                     | [ 30 ]                                                  |
| ―    | 名港西大橋主塔                               |                                           | 127.0m                        | ―    | 1985年 | 名古屋市 港区   |                                                                     | [ 30 ]                                                  |
| 17   | ロワジールホテル豊橋                         | ロワジールホテル豊橋                      | 120.0m                        | 30階 | 1990年 | 豊橋市          | 北緯34度44分37秒 東経137度22分14秒 / 北緯34.74361度 東経137.37056度 | [ 67 ] [ 68 ]                                           |
| 18   | アクアタウン納屋橋 住宅棟                    | アクアタウン納屋橋                        | 117.80m                       | 33階 | 2006年 | 名古屋市 中村区 | 北緯35度10分08秒 東経136度53分28秒 / 北緯35.16889度 東経136.89111度 | [ 69 ] [ 70 ] [ 71 ]                                    |
| 19   | アルペン丸の内タワー                         | アルペン丸の内タワー                      | 115.866m                      | 25階 | 2007年 | 名古屋市 中区   | 北緯35度10分34秒 東経136度53分50秒 / 北緯35.17611度 東経136.89722度 | [ 72 ]                                                  |
| 20   | シンフォニー豊田ビル                         | シンフォニー豊田ビル                      | 114.597m                      | 25階 | 2016年 | 名古屋市 中村区 | 北緯35度10分11秒 東経136度53分13秒 / 北緯35.16972度 東経136.88694度 | [ 73 ] [ 74 ]                                           |
| 21   | チッタ・ナポリA棟 ナポリタワー               | ナポリタワー                              | 111.0m                        | 34階 | 1994年 | 知多郡南知多町  | 北緯34度42分59秒 東経136度58分18秒 / 北緯34.71639度 東経136.97167度 | [ 75 ] [ 76 ]                                           |
| 22   | プラウドタワー名古屋錦                       | プラウドタワー名古屋錦                    | 110.680m                      | 30階 | 2022年 | 名古屋市 中区   | 北緯35度10分18秒 東経136度53分57秒 / 北緯35.17167度 東経136.89917度 | [ 注 3 ] [ 77 ] [ 78 ]                                  |
| 23   | スカイステージ33                             | スカイステージ33                          | 110.60m                       | 33階 | 1991年 | 小牧市          | 北緯35度18分08秒 東経136度59分01秒 / 北緯35.30222度 東経136.98361度 | [ 79 ]                                                  |
| 24   | ヒルトン名古屋                               | ヒルトン名古屋                            | 110.50m                       | 28階 | 1989年 | 名古屋市 中区   | 北緯35度10分03秒 東経136度53分41秒 / 北緯35.16750度 東経136.89472度 | [ 80 ]                                                  |
| 25   | アクシオス千種 高層賃貸住宅棟                | アクシオス千種 高層賃貸住宅棟             | 108.43m                       | 31階 | 2004年 | 名古屋市 千種区 | 北緯35度10分09秒 東経136度55分43秒 / 北緯35.16917度 東経136.92861度 |                                                         |
| 26   | ナディアパーク ビジネスセンタービル          | ナディアパークビジネスセンタービル        | 108.0m                        | 23階 | 1996年 | 名古屋市 中区   | 北緯35度09分56秒 東経136度54分21秒 / 北緯35.16556度 東経136.90583度 |                                                         |
| 27   | ブリリアタワー名古屋グランスイート (画像左)  | ブリリアタワー名古屋グランスイート（左）  | 106.23m                       | 29階 | 2009年 | 名古屋市 西区   | 北緯35度10分32秒 東経136度53分06秒 / 北緯35.17556度 東経136.88500度 |                                                         |
| 28   | 名古屋プライムセントラルタワー (画像右)      | 名古屋プライムセントラルタワー（右）      | 106.0m                        | 23階 | 2009年 | 名古屋市 西区   | 北緯35度10分34秒 東経136度53分08秒 / 北緯35.17611度 東経136.88556度 |                                                         |
| 29   | 岡崎タワーレジデンス                         | 岡崎タワーレジデンス                      | 105.04m                       | 31階 | 2008年 | 岡崎市          | 北緯34度57分32秒 東経137度09分38秒 / 北緯34.95889度 東経137.16056度 |                                                         |
| 30   | 名古屋センタータワー                         | 名古屋センタータワー                      | 103.32m                       | 29階 | 2008年 | 名古屋市 中区   | 北緯35度09分22秒 東経136度54分29秒 / 北緯35.15611度 東経136.90806度 |                                                         |
| 31=  | 住友生命名古屋ビル                           | 住友生命名古屋ビル                        | 102.0m                        | 26階 | 1974年 | 名古屋市 中村区 | 北緯35度09分55秒 東経136度53分11秒 / 北緯35.16528度 東経136.88639度 |                                                         |
| 31=  | 名古屋国際センタービル                       | 名古屋国際センター                        | 102.0m                        | 26階 | 1984年 | 名古屋市 中村区 | 北緯35度10分22秒 東経136度53分25秒 / 北緯35.17278度 東経136.89028度 |                                                         |
| 33   | NTTドコモ名古屋ビル                          | NTTドコモ名古屋ビル                       | 101.55m （アンテナ含165.15m） | 22階 | 2002年 | 名古屋市 東区   | 北緯35度10分34秒 東経136度54分35秒 / 北緯35.17611度 東経136.90972度 |                                                         |
| 34   | グランスイート千種タワー                     | グランスイート千種タワー                  | 101.3m                        | 30階 | 2013年 | 名古屋市 千種区 | 北緯35度10分21秒 東経136度56分03秒 / 北緯35.17250度 東経136.93417度 |                                                         |
| 35   | 栄タワーヒルズ                               | 栄タワーヒルズ                            | 100.805m                      | 28階 | 2019年 | 名古屋市 中区   | 北緯35度09分47秒 東経136度54分09秒 / 北緯35.16306度 東経136.90250度 | [ 81 ]                                                  |
| 36   | アーバンネット名古屋ビル                     | アーバンネット名古屋ビル                  | 100.53m                       | 22階 | 2005年 | 名古屋市 東区   | 北緯35度10分24秒 東経136度54分35秒 / 北緯35.17333度 東経136.90972度 |                                                         |

## 構造物
下記は愛知県にある高さ100m以上の自立式構造物の一覧である。高さは尖塔やアンテナマストを含む標準的な高さ測定法に基づく。
- = は同じ高さのため同順位の構造物。

| 順位 | 名称                              | 画像                       | 高さ    | 竣工年 | 所在地         | 出典          |
| ---- | --------------------------------- | -------------------------- | ------- | ------ | -------------- | ------------- |
| 1    | 瀬戸デジタルタワー                | 瀬戸デジタルタワー         | 245.0m  | 2003年 | 瀬戸市         | [ 82 ]        |
| 2    | 知多火力発電所                    | 知多火力発電所             | 220.0m  | ―      | 知多市         | [ 83 ]        |
| 3=   | 知多第二火力発電所                | 知多第二火力発電所         | 200.0m  | ―      | 知多市         | [ 84 ]        |
| 3=   | 碧南火力発電所                    | 碧南火力発電所             | 200.0m  | ―      | 碧南市         | [ 85 ]        |
| 3=   | 渥美火力発電所                    |                            | 200.0m  | ―      | 田原市         | [ 86 ]        |
| 6    | 名港中央大橋主塔                  | 名港中央大橋主塔           | 195.0m  | 1998年 | 名古屋市港区   | [ 30 ]        |
| 7    | 名古屋テレビ塔                    | 名古屋テレビ塔             | 180.0m  | 1954年 | 名古屋市中区   | [ 87 ]        |
| 8    | SOLAÉ                             | SOLAÉ                      | 173.0m  | 2007年 | 稲沢市         | [ 88 ] [ 89 ] |
| 9    | 中部電力千代田ビル 通信用鉄塔     | 中部電力千代田ビル         | 165.0m  | 1993年 | 名古屋市中区   |               |
| 10   | 東山タワー                        | 東山タワー                 | 162.0m  | 1969年 | 名古屋市昭和区 | [ 90 ]        |
| 11   | 中京テレビ放送株式会社本社 電波塔 | 中京テレビ放送株式会社本社 | 159.29m | 2015年 | 名古屋市中区   |               |
| 12   | 新名古屋火力発電所                | 新名古屋火力発電所         | 150.0m  | ―      | 名古屋市港区   | [ 91 ]        |
| 13   | ツインアーチ138                   | ツインアーチ138            | 138.0m  | 1995年 | 一宮市         | [ 92 ]        |
| 14   | 東山スカイタワー                  | 東山スカイタワー           | 134.0m  | 1989年 | 名古屋市千種区 | [ 93 ]        |
| 15   | 名港東大橋主塔                    | 名港東大橋主塔             | 130.0m  | 1998年 | 名古屋市港区   | [ 30 ]        |
| 16   | 名港西大橋主塔                    | 名港西大橋主塔             | 127.0m  | 1985年 | 名古屋市港区   | [ 30 ]        |

## 建設中・計画中の建築物

### 建設中・計画中
下記は愛知県で建設中ないし、計画中の建築物と構造物のうち、高さ100m以上のものを高さ順に並べたものである。
| 名称                                                 | 高さ     | 階数 | 竣工年   | 所在地         | 出典          |
| ---------------------------------------------------- | -------- | ---- | -------- | -------------- | ------------- |
| ザ・ランドマーク名古屋栄（コンラッド・ホテル名古屋） | 211.700m | 41階 | 2026年   | 名古屋市中区   | [ 94 ] [ 95 ] |
| 三越名古屋栄店建替計画                               | 約180m   | 未定 | 未定     | 名古屋市中区   |               |
| 名鉄名古屋駅周辺地区再開発事業 北街区                | 172m     | 31階 | 2040年代 | 名古屋市中村区 |               |
| 名鉄名古屋駅周辺地区再開発事業 南街区                | 170m     | 29階 | 2040年代 | 名古屋市中村区 |               |
| グランドメゾン千種ザ・タワー                         | 154.85m  | 41階 | 未定     | 名古屋市東区   |               |
| グランドメゾンThe池下ガーデンタワー                  | 141.985m | 39階 | 2025年   | 名古屋市千種区 |               |
| 錦二丁目18番地区市街地再開発事業                     | 130m     | 24階 | 2028年   | 名古屋市中区   |               |
| グランドメゾン栄二丁目新築工事                       | 106.54m  | 30階 | 未定     | 名古屋市中区   |               |
| 知立西新地地区第一種市街地再開発事業                 | 103m     | 29階 | 2029年   | 知立市         |               |

## 愛知県で一番高い建築物の変遷
第二次世界大戦前は、日本徴兵館（大和生命ビルなどに改名後、解体）が最大のビルだった。戦後、名古屋駅前のビル群は、軒高30.3mに揃えられていた。下記は、百尺規制撤廃後の変遷である。1954年竣工の名古屋テレビ塔（180.0m）は構造物のため、この項目では含めない。
| 名称                                                                     | 最も高かった期間 | 高さ    | 階数 | 所在地         | 備考                                                   |
| ------------------------------------------------------------------------ | ---------------- | ------- | ---- | -------------- | ------------------------------------------------------ |
| 名古屋東京海上日動ビルディング (初代) （竣工当時はタキヒヨー丸の内ビル） | 1973年 - 1973年  | 86.8m   | 25階 | 名古屋市中区   | [ 98 ]                                                 |
| 雲竜ビル （現・雲竜フレックスビル）                                      | 1973年 - 1974年  | 90.0m   | 24階 | 名古屋市中区   | [ 99 ]                                                 |
| 住友生命名古屋ビル                                                       | 1974年 - 1989年  | 102.0m  | 26階 | 名古屋市中村区 | 中部地方初の高さ100m以上のビル                         |
| ヒルトン名古屋                                                           | 1989年 - 1990年  | 110.50m | 28階 | 名古屋市中区   | [ 80 ]                                                 |
| ホテル日航豊橋 （現・ロワジールホテル豊橋）                              | 1990年 - 1996年  | 120.0m  | 30階 | 豊橋市         | [ 67 ] [ 68 ]                                          |
| ザ・シーン城北 アストロタワー                                            | 1996年 - 1999年  | 160.0m  | 45階 | 名古屋市北区   | [ 52 ] [ 53 ]                                          |
| JRセントラルタワーズ・オフィスタワー                                     | 1999年 - 2006年  | 245.1m  | 51階 | 名古屋市中村区 | ミッドランドスクエア竣工まで中部地方で最も高かったビル |
| ミッドランドスクエア                                                     | 2006年 -         | 247.00m | 47階 | 名古屋市中村区 | 中部地方で最も高いビル                                 |